# Titanites giganteus
Titanites giganteus was een soort ammoniet die leefde in het huidige Zuid-Engeland en Noord-Frankrijk tijdens het Laat-Jura (ongeveer 150 miljoen jaar geleden). Het dient als gidsfossiel voor deze geologische periode. T. giganteus had een doorsnede van ongeveer 40 cm.